# Pedro (football, 1984)
Pour les articles homonymes, voir Pedro.
Pedro Santa Cecilia García dit Pedro est un footballeur espagnol né le 10 mars 1984 à Gijón, qui évolue au poste de milieu relayeur pour le Royal Charleroi Sporting Club en Belgique.

## Carrière
- 2005-2010 :  Real Sporting de Gijón
- 2010 :  Albacete Balompié
- 2011 :  Újpest Football Club
- 2011- :  Royal Charleroi Sporting Club[1],[2]